# Gypsy (Band)
Gypsy war eine US-amerikanische Progressive-Rock-Band, die Anfang der 1970er Jahre einige Hits hatte.

## Bandgeschichte
1964 gründeten James Johnson (Gitarre), Doni Larson (Bass) und Tom Green (Schlagzeug) in Minneapolis die Band The Underbeats. Mit dem weiteren Mitglied Enrico Rosenbaum (Gesang, Gitarre) waren sie im Bereich der Twin Cities recht erfolgreich; zu ihren Hits gehörten Footstompinʼ, Annie Do the Dog und Book of Love.
Als Johnson 1969 seinen Militärdienst antrat, kam James „Owl“ Walsh (Keyboards) als Ersatz. Nach seiner Zeit beim Militär kehrte Johnson zur Band zurück, die nun als Quintett auftrat. Sie gingen nach Los Angeles, wo sie die Hausband des Whisky a Go Go wurden, und nannten sich jetzt „Gypsy“. Ihre Musik änderte sich in Richtung Progressive Rock; des Öfteren wurden sie mit der Band Santana verglichen.
Für Green kam Jay Epstein als Schlagzeuger. 1970 erschien ihr Debütalbum Gypsy mit den Hits Gypsy Queen und Dead and Gone. Bis 1973 kamen drei weitere Alben der Gruppe auf den Markt, wobei die Besetzung sich mehrfach änderte. Danach löste sich die Band auf.
1977 gab es eine kurze Wiedervereinigung, die beim „Super Jam ʼ77“ in St. Louis spielte. 1978 trat Walsh mit einer neuen Band auf, die er „The James Walsh Gypsy Band“ nannte.

## Diskografie

### Alben
- 1970: Gypsy
- 1971: In the Garden
- 1972: Antithesis
- 1973: Unlock the Gates

### Singles
- Gypsy Queen Part One / Dead and Gone
- Day After Day / Lean on Me

### Alben der James Walsh Gypsy Band
- 1978: The James Walsh Gypsy Band
- 1996: 20 Years Ago Today
- 2008: Muscle Shoals 1979